# Danke Schoen
Danke Schoen ist der Titel eines Liedes im 4/4-Takt, das von dem Anfang der 1960er Jahre in den USA tätigen Orchesterleiter Bert Kaempfert komponiert wurde. Es wurde sowohl als Instrumentalstück als auch in gesungenen Versionen weltweit veröffentlicht.

## Instrumentalversion
Die Instrumentalversion wurde erstmals im April 1963 in den USA auf der Langspielplatte Bert Kaempfert and His Orchestra - Living It Up von der Schallplattenfirma Decca Records unter der Katalog-Nummer DL 74374 veröffentlicht. Im Mai 1963 folgte die Single-Auskopplung mit der Autorenangabe Bert Kaempfert / Roy Ilene auf Decca 31498. In den US-Hitlisten konnte sich der Titel Danke Schoen nicht platzieren. In Deutschland kamen die LP Living It Up und die Single Danke Schön im Herbst 1963 durch die Plattenfirma Polydor auf den Markt (Katalog-Nr. 237 599 und 52 157). Auf dem LP-Cover war der Track als Candlelight Cafe angegeben. Auch in Deutschland gab es keine Hitparaden-Notierung.
Die Melodie wurde in zahlreichen TV-Spots und Filmsoundtracks verwendet, unter anderem in Ferris macht blau, Meet the Parents und Vegas Vacation.

## Textversionen
Etwa zur gleichen Zeit, als in den Staaten Danke Schoen auf den Markt gebracht worden war, veröffentlichte die britische Muttergesellschaft von Decca in Großbritannien eine Single mit einer Textversion, gesungen von dem britischen Sänger Craig Douglas, der zum Kreis der erfolgreichen Interpreten im Königreich zählte. Auf dem Plattenlabel war Roy Ilene als Texter angegeben. Dieser Titel konnte sich in den britischen Charts nicht platzieren. Ebenfalls mit dem Text von Roy Ilene kam im Juni 1963 in den USA von Capitol Records eine Version mit dem erst 21-jährigen Wayne Newton auf den Markt. Diese Version in der merkwürdigen Schreibweise Danke Schöen wurde von dem US-Musikmagazin Billbord in die Hot 100 aufgenommen und stieg bis zum Platz 13 auf. Die US-Sängerin Connie Francis nahm Danke Schoen gleich in mehreren Sprachen auf, so in Französisch, Spanisch, Italienisch und Japanisch. Von Brenda Lee gibt es eine Textversion auf einer EP. 
In Deutschland versah Kurt Schwabach Danke Schön mit einem Text. Die Plattenfirma Polydor brachte mit Ivo Robic gleich zwei Singles mit dem deutschen Text heraus. Die erste Platte erschien unter der Nummer 52001, die erste Ausgabe der 52000er Serie, die demnach bereits Anfang 1963 produziert sein musste, noch vor der Instrumentalfassung, die erst im September auf den deutschen Markt kam. Zeitgleich mit der Instrumentalfassung brachte Polydor Ivo Robić’ zweite Danke-Schön-Single mit einer anderen B-Seite unter der Nummer 52 160 heraus. Diese wurde auch von der Musikzeitschrift Musikmarkt registriert und erstmals am 14. Dezember 1963 in den Top 50 gelistet. Der Titel schaffte es nur bis Rang 47, ebenso wie die Version mit Anita Lindblom, die ebenfalls zur gleichen Zeit von Philips herausgebracht worden war. Von der deutschen CBS erschien 1964 eine Langspielplatte mit Bernd Spier unter dem Titel Danke schön und mit einem gleichnamigen Track, ebenfalls in der Version von Schwabach. Auch in den USA brachte die CBS-Mutterfirma Columbia mit Bernd Spier eine LP mit demselben Titel heraus, zu deren Tracks ebenfalls der deutschsprachige Titel Danke schön gehört.

## Single-Diskografie
| Interpret      | Label-Nummer    | veröffentlicht       | Anmerkung     |
| -------------- | --------------- | -------------------- | ------------- |
| Bert Kaempfert | Decca 31498     | USA, 5.1963          | instrumental  |
| Wayne Newton   | Capitol 4989    | USA, 6.1963          | Textversion   |
| Bert Kaempfert | Polydor 52157   | Deutschland, 9.1963  | instrumental  |
| Craig Douglas  | Decca 11665     | UK, 5.1963           | Textversion   |
| Ivo Robić      | Polydor 52 160  | Deutschland, 10.1963 | deutsch       |
| Anita Lindblom | Philips 345 645 | Deutschland, 11.1963 | deutsch       |
| Connie Francis | MGM 2068        | Italien, 11.1963     | „Grazie A Te“ |
| Roger Williams | London 9816     | UK, 11.1963          | instrumental  |
| Ray Anthony    | Capitol 5714    | USA, 8.1966          | instrumental  |
| Howard Roberts | Capitol 5859    | USA, 3.1967          | instrumental  |